# Đội tuyển bóng đá quốc gia Panama
Đội tuyển bóng đá quốc gia Panama (tiếng Tây Ban Nha: Selección de fútbol de Panamá) là đội tuyển cấp quốc gia của Panama do Liên đoàn bóng đá Panama quản lý.
Trận thi đấu quốc tế đầu tiên của đội tuyển Panama là trận gặp đội tuyển Venezuela vào năm 1938. Thành tích tốt nhất của đội cho đến nay là 3 lần giành vị trí á quân cúp Vàng CONCACAF vào các năm 2005, 2013, 2023. Đội đã một lần tham dự giải vô địch bóng đá thế giới là vào năm 2018. Tại giải năm đó, đội đã nhận thất bại trong cả ba trận đấu ở vòng bảng gặp Bỉ, Anh và Tunisia nên phải sớm dừng bước bởi Bỉ,Anh và Tunisia.

## Thành tích quốc tế

### Giải vô địch bóng đá thế giới
| Thành tích tại FIFA World Cup |                          |                          |                          |                          |                          |                          |                          |                          |                          |
| 1930                          | Không tham dự            | Không tham dự            | Không tham dự            | Không tham dự            | Không tham dự            | Không tham dự            | Không tham dự            | Không tham dự            | Không tham dự            |
| 1934                          | Không tham dự            | Không tham dự            | Không tham dự            | Không tham dự            | Không tham dự            | Không tham dự            | Không tham dự            | Không tham dự            | Không tham dự            |
| 1938                          | Không tham dự            | Không tham dự            | Không tham dự            | Không tham dự            | Không tham dự            | Không tham dự            | Không tham dự            | Không tham dự            | Không tham dự            |
| 1950                          | Không tham dự            | Không tham dự            | Không tham dự            | Không tham dự            | Không tham dự            | Không tham dự            | Không tham dự            | Không tham dự            | Không tham dự            |
| 1954                          | Không tham dự            | Không tham dự            | Không tham dự            | Không tham dự            | Không tham dự            | Không tham dự            | Không tham dự            | Không tham dự            | Không tham dự            |
| 1958                          | Không tham dự            | Không tham dự            | Không tham dự            | Không tham dự            | Không tham dự            | Không tham dự            | Không tham dự            | Không tham dự            | Không tham dự            |
| 1962                          | Không tham dự            | Không tham dự            | Không tham dự            | Không tham dự            | Không tham dự            | Không tham dự            | Không tham dự            | Không tham dự            | Không tham dự            |
| 1966                          | Không tham dự            | Không tham dự            | Không tham dự            | Không tham dự            | Không tham dự            | Không tham dự            | Không tham dự            | Không tham dự            | Không tham dự            |
| 1970                          | Không tham dự            | Không tham dự            | Không tham dự            | Không tham dự            | Không tham dự            | Không tham dự            | Không tham dự            | Không tham dự            | Không tham dự            |
| 1974                          | Không tham dự            | Không tham dự            | Không tham dự            | Không tham dự            | Không tham dự            | Không tham dự            | Không tham dự            | Không tham dự            | Không tham dự            |
| 1978                          | Không vượt qua vòng loại | Không vượt qua vòng loại | Không vượt qua vòng loại | Không vượt qua vòng loại | Không vượt qua vòng loại | Không vượt qua vòng loại | Không vượt qua vòng loại | Không vượt qua vòng loại | Không vượt qua vòng loại |
| 1982                          | Không vượt qua vòng loại | Không vượt qua vòng loại | Không vượt qua vòng loại | Không vượt qua vòng loại | Không vượt qua vòng loại | Không vượt qua vòng loại | Không vượt qua vòng loại | Không vượt qua vòng loại | Không vượt qua vòng loại |
| 1986                          | Không vượt qua vòng loại | Không vượt qua vòng loại | Không vượt qua vòng loại | Không vượt qua vòng loại | Không vượt qua vòng loại | Không vượt qua vòng loại | Không vượt qua vòng loại | Không vượt qua vòng loại | Không vượt qua vòng loại |
| 1990                          | Không vượt qua vòng loại | Không vượt qua vòng loại | Không vượt qua vòng loại | Không vượt qua vòng loại | Không vượt qua vòng loại | Không vượt qua vòng loại | Không vượt qua vòng loại | Không vượt qua vòng loại | Không vượt qua vòng loại |
| 1994                          | Không vượt qua vòng loại | Không vượt qua vòng loại | Không vượt qua vòng loại | Không vượt qua vòng loại | Không vượt qua vòng loại | Không vượt qua vòng loại | Không vượt qua vòng loại | Không vượt qua vòng loại | Không vượt qua vòng loại |
| 1998                          | Không vượt qua vòng loại | Không vượt qua vòng loại | Không vượt qua vòng loại | Không vượt qua vòng loại | Không vượt qua vòng loại | Không vượt qua vòng loại | Không vượt qua vòng loại | Không vượt qua vòng loại | Không vượt qua vòng loại |
| 2002                          | Không vượt qua vòng loại | Không vượt qua vòng loại | Không vượt qua vòng loại | Không vượt qua vòng loại | Không vượt qua vòng loại | Không vượt qua vòng loại | Không vượt qua vòng loại | Không vượt qua vòng loại | Không vượt qua vòng loại |
| 2006                          | Không vượt qua vòng loại | Không vượt qua vòng loại | Không vượt qua vòng loại | Không vượt qua vòng loại | Không vượt qua vòng loại | Không vượt qua vòng loại | Không vượt qua vòng loại | Không vượt qua vòng loại | Không vượt qua vòng loại |
| 2010                          | Không vượt qua vòng loại | Không vượt qua vòng loại | Không vượt qua vòng loại | Không vượt qua vòng loại | Không vượt qua vòng loại | Không vượt qua vòng loại | Không vượt qua vòng loại | Không vượt qua vòng loại | Không vượt qua vòng loại |
| 2014                          | Không vượt qua vòng loại | Không vượt qua vòng loại | Không vượt qua vòng loại | Không vượt qua vòng loại | Không vượt qua vòng loại | Không vượt qua vòng loại | Không vượt qua vòng loại | Không vượt qua vòng loại | Không vượt qua vòng loại |
| 2018                          | Vòng bảng                | 32nd                     | 3                        | 0                        | 0                        | 3                        | 2                        | 11                       |                          |
| 2022                          | Không vượt qua vòng loại | Không vượt qua vòng loại | Không vượt qua vòng loại | Không vượt qua vòng loại | Không vượt qua vòng loại | Không vượt qua vòng loại | Không vượt qua vòng loại | Không vượt qua vòng loại | Không vượt qua vòng loại |
| 2026                          | Chưa xác định            | Chưa xác định            | Chưa xác định            | Chưa xác định            | Chưa xác định            | Chưa xác định            | Chưa xác định            | Chưa xác định            | Chưa xác định            |
| 2030                          | Chưa xác định            | Chưa xác định            | Chưa xác định            | Chưa xác định            | Chưa xác định            | Chưa xác định            | Chưa xác định            | Chưa xác định            | Chưa xác định            |
| 2034                          | Chưa xác định            | Chưa xác định            | Chưa xác định            | Chưa xác định            | Chưa xác định            | Chưa xác định            | Chưa xác định            | Chưa xác định            | Chưa xác định            |
| Tổng cộng                     | Vòng bảng                | 1/22                     | 3                        | 0                        | 0                        | 3                        | 2                        | 11                       |                          |

### Cúp Vàng CONCACAF
| Năm           | Thành tích               | Trận                     | Thắng                    | Hòa*                     | Thua                     | Bàn thắng                | Bàn thua                 |
| ------------- | ------------------------ | ------------------------ | ------------------------ | ------------------------ | ------------------------ | ------------------------ | ------------------------ |
| 1963          | Vòng bảng                | 4                        | 1                        | 2                        | 1                        | 8                        | 4                        |
| 1965 đến 1991 | Không tham dự            | Không tham dự            | Không tham dự            | Không tham dự            | Không tham dự            | Không tham dự            | Không tham dự            |
| 1993          | Vòng bảng                | 3                        | 0                        | 1                        | 2                        | 3                        | 8                        |
| 1996 đến 2003 | Không vượt qua vòng loại | Không vượt qua vòng loại | Không vượt qua vòng loại | Không vượt qua vòng loại | Không vượt qua vòng loại | Không vượt qua vòng loại | Không vượt qua vòng loại |
| 2005          | Á quân                   | 6                        | 3                        | 1                        | 2                        | 7                        | 6                        |
| 2007          | Tứ kết                   | 4                        | 1                        | 1                        | 2                        | 6                        | 7                        |
| 2009          | Tứ kết                   | 4                        | 1                        | 1                        | 2                        | 7                        | 5                        |
| 2011          | Bán kết                  | 5                        | 3                        | 1                        | 1                        | 7                        | 6                        |
| 2013          | Á quân                   | 6                        | 4                        | 1                        | 1                        | 11                       | 4                        |
| 2015          | Hạng ba                  | 6                        | 0                        | 5                        | 1                        | 6                        | 7                        |
| 2017          | Tứ kết                   | 4                        | 2                        | 1                        | 1                        | 6                        | 3                        |
| 2019          | Tứ kết                   | 4                        | 2                        | 0                        | 2                        | 6                        | 4                        |
| 2021          | Vòng bảng                | 3                        | 1                        | 1                        | 1                        | 8                        | 7                        |
| 2023          | Á quân                   | 6                        | 3                        | 2                        | 1                        | 11                       | 6                        |
| Tổng cộng     | 3 lần á quân             | 55                       | 19                       | 20                       | 16                       | 86                       | 67                       |

### Cúp bóng đá Nam Mỹ
Panama có hai lần tham dự Cúp bóng đá Nam Mỹ trong vai trò khách mời vào các năm 2016 và 2024.
| Năm       | Thành tích   | Trận | Thắng | Hòa | Thua | Bàn thắng | Bàn thua |
| --------- | ------------ | ---- | ----- | --- | ---- | --------- | -------- |
| 2016      | Vòng bảng    | 3    | 1     | 0   | 2    | 4         | 10       |
| 2024      | Tứ kết       | 4    | 2     | 0   | 2    | 6         | 10       |
| Tổng cộng | 1 lần tứ kết | 7    | 3     | 0   | 4    | 10        | 20       |

## Cầu thủ

### Đội hình hiện tại
Đây là đội hình đã hoàn thành Copa América 2024.

Cập nhật thi đấu đến ngày 6 tháng 7 năm 2024, sau trận gặp Colombia

| Số | VT | Cầu thủ                   | Ngày sinh (tuổi)  | Trận | Bàn | Câu lạc bộ            |
| -- | -- | ------------------------- | ----------------- | ---- | --- | --------------------- |
|    | TM | Luis Mejía                | 16 tháng 3, 1991  | 53   | 0   | Nacional              |
|    | TM | Orlando Mosquera          | 25 tháng 12, 1994 | 29   | 0   | Maccabi Tel Aviv      |
|    | TM | César Samudio             | 26 tháng 3, 1994  | 2    | 0   | Marathón              |
|    |    |                           |                   |      |     |                       |
|    | HV | Eric Davis (đội phó)      | 31 tháng 3, 1991  | 94   | 7   | Košice                |
|    | HV | Michael Amir Murillo      | 11 tháng 2, 1996  | 77   | 9   | Marseille             |
|    | HV | Roderick Miller           | 3 tháng 4, 1992   | 45   | 2   | Turan Tovuz           |
|    | HV | César Blackman            | 2 tháng 4, 1998   | 25   | 1   | Slovan Bratislava     |
|    | HV | José Córdoba              | 3 tháng 6, 2001   | 19   | 0   | Norwich City          |
|    | HV | Iván Anderson             | 24 tháng 11, 1997 | 11   | 1   | Fortaleza             |
|    | HV | Eduardo Anderson          | 31 tháng 1, 2001  | 8    | 0   | Saprissa              |
|    | HV | Edgardo Fariña            | 21 tháng 9, 2001  | 7    | 0   | Municipal             |
|    | HV | Omar Valencia             | 8 tháng 6, 2004   | 2    | 0   | New York Red Bulls II |
|    |    |                           |                   |      |     |                       |
|    | TV | Aníbal Godoy (đội trưởng) | 10 tháng 2, 1990  | 141  | 4   | Nashville             |
|    | TV | Yoel Bárcenas             | 23 tháng 10, 1993 | 91   | 9   | Mazatlán              |
|    | TV | Adalberto Carrasquilla    | 28 tháng 11, 1998 | 59   | 2   | Houston Dynamo        |
|    | TV | César Yanis               | 28 tháng 1, 1996  | 48   | 4   | San Carlos            |
|    | TV | Cristian Martínez         | 6 tháng 2, 1997   | 46   | 1   | Al-Jandal             |
|    | TV | Abdiel Ayarza             | 12 tháng 9, 1992  | 31   | 4   | Cienciano             |
|    | TV | Freddy Góndola            | 18 tháng 9, 1995  | 22   | 1   | Maccabi Bnei Reineh   |
|    | TV | Jovani Welch              | 7 tháng 12, 1999  | 20   | 1   | Millonarios           |
|    | TV | Carlos Harvey             | 3 tháng 2, 2000   | 7    | 1   | Minnesota United      |
|    | TV | Kahiser Lenis             | 23 tháng 7, 2000  | 6    | 2   | Jaguares              |
|    |    |                           |                   |      |     |                       |
|    | TĐ | José Fajardo              | 18 tháng 8, 1993  | 52   | 13  | Universidad Católica  |
|    | TĐ | José Luis Rodríguez       | 19 tháng 6, 1998  | 49   | 6   | Red Star Belgrade     |
|    | TĐ | Ismael Díaz               | 12 tháng 5, 1997  | 42   | 9   | Universidad Católica  |
|    | TĐ | Eduardo Guerrero          | 21 tháng 2, 2000  | 14   | 1   | Zorya Luhansk         |

### Triệu tập gần đây
| Vt | Cầu thủ            | Ngày sinh (tuổi)  | Số trận | Bt | Câu lạc bộ             | Lần cuối triệu tập             |
| -- | ------------------ | ----------------- | ------- | -- | ---------------------- | ------------------------------ |
| TM | Eddie Roberts      | 1 tháng 5, 1994   | 1       | 0  | Independiente          | v Galicia, 31 May 2024         |
| TM | Kevin Mosquera     | 7 tháng 10, 1999  | 0       | 0  | Herrera                | v Costa Rica, 20 November 2023 |
| TM | Miguel Pérez       | 21 tháng 2, 2003  | 0       | 0  | Sporting San Miguelito | v Bolivia, 27 August 2023      |
|    |                    |                   |         |    |                        |                                |
| TM | Miguel Pérez       | 21 tháng 2, 2003  | 0       | 0  | Sporting San Miguelito | v Bolivia, 27 August 2023      |
|    |                    |                   |         |    |                        |                                |
| HV | Martín Krug        | 9 tháng 7, 2006   | 1       | 0  | Atlético Levante       | v Paraguay, 16 June 2024       |
| HV | Andrés Andrade INJ | 16 tháng 10, 1998 | 36      | 1  | LASK                   | v Galicia, 31 May 2024         |
| HV | Gabriel Brown      | 14 tháng 7, 1998  | 1       | 0  | Árabe Unido            | v Galicia, 31 May 2024         |
| HV | Orman Davis        | 25 tháng 12, 2002 | 0       | 0  | Independiente          | v Galicia, 31 May 2024         |
| HV | Sergio Ramírez     | 27 tháng 12, 1997 | 0       | 0  | Independiente          | v Galicia, 31 May 2024         |
| HV | Jiovany Ramos      | 26 tháng 1, 1997  | 14      | 0  | Alianza Lima           | v Jamaica, 24 March 2024       |
| HV | Omar Valencia      | 8 tháng 6, 2004   | 1       | 0  | New York Red Bulls II  | v Guatemala, 10 September 2023 |
| HV | Jan Carlos Vargas  | 27 tháng 9, 1994  | 11      | 0  | Tauro                  | v Bolivia, 27 August 2023      |
| HV | Kevin Berkeley     | 31 tháng 5, 2002  | 0       | 0  | UMECIT                 | v Bolivia, 27 August 2023      |
| HV | Érick Díaz         | 4 tháng 3, 2006   | 0       | 0  | Tauro                  | v Bolivia, 27 August 2023      |
| HV | Reyniel Perdomo    | 28 tháng 4, 2001  | 0       | 0  | Alianza                | v Bolivia, 27 August 2023      |
|    |                    |                   |         |    |                        |                                |
| TV | Héctor Hurtado     | 23 tháng 12, 1998 | 0       | 0  | Independiente          | v Galicia, 31 May 2024         |
| TV | Martín Morán       | 30 tháng 8, 2001  | 2       | 0  | Etar                   | v Galicia, 31 May 2024         |
| TV | Josiel Núñez       | 29 tháng 1, 1993  | 16      | 1  | Recreativo Huelva      | v Galicia, 31 May 2024         |
| TV | Alberto Quintero   | 18 tháng 12, 1987 | 133     | 7  | Plaza Amador           | v Jamaica, 24 March 2024       |
| TV | Ángel Orelien      | 2 tháng 4, 2001   | 2       | 0  | Dunkerque              | v Guatemala, 10 September 2023 |
| TV | Ricardo Hinds      | 6 tháng 5, 2001   | 0       | 0  | Potros del Este        | v Martinique, 7 September 2023 |
| TV | Darwin Pinzón      | 2 tháng 4, 1994   | 7       | 3  | UMECIT                 | v Bolivia, 27 August 2023      |
| TV | José Murillo       | 24 tháng 2, 1995  | 7       | 1  | Plaza Amador           | v Bolivia, 27 August 2023      |
| TV | Irving Gudiño      | 15 tháng 11, 2000 | 3       | 0  | Tauro                  | v Bolivia, 27 August 2023      |
| TV | Cristian Quintero  | 23 tháng 5, 2000  | 2       | 0  | Tauro                  | v Bolivia, 27 August 2023      |
| TV | José Bernal        | 20 tháng 8, 2002  | 0       | 0  | Deportivo Pasto        | v Bolivia, 27 August 2023      |
|    |                    |                   |         |    |                        |                                |
| TĐ | Cecilio Waterman   | 13 tháng 4, 1991  | 40      | 10 | Alianza Lima           | v Guyana, 5 June 2024 INJ      |
| TĐ | Alfredo Stephens   | 25 tháng 12, 1994 | 29      | 1  | Ironi Kiryat Shmona    | v Galicia, 31 May 2024         |
| TĐ | Tomás Rodríguez    | 9 tháng 3, 1999   | 2       | 0  | Monagas                | v Galicia, 31 May 2024         |
| TĐ | Rolando Blackburn  | 9 tháng 1, 1990   | 54      | 12 | Tauro                  | v Guatemala, 10 September 2023 |

- INJ Rút lui vì chấn thương.
- PRE Đội hình sơ bộ.
- RET Đã chia tay đội tuyển quốc gia.

## Danh hiệu
- Vô địch Giải vô địch bóng đá CCCF: 1951
- Vô địch CONCACAF 2022: 0

Á quân: 2005; 2013
Hạng ba: 2015
- Vô địch Trung Mỹ: 1

Vô địch: 2009
Á quân: 2007
Hạng ba: 1993; 2011; 2013